# Тетегем
Тетеге́м (фр. Téteghem) — ассоциированная коммуна во Франции, регион О-де-Франс, департамент Нор, округ Дюнкерк, кантон Кудкерк-Бранш. Пригород Дюнкерка в 6 км к юго-востоку от центра города. Через территорию коммуны проходит автомагистраль А16 «Европейская».
С 1 января 2016 года объединилась с коммуной Кудкерк-Виллаж в новую коммуну Тетегем-Кудкерк-Виллаж.
Население (2013) — 6 952 человек.

## Экономика
Структура занятости населения:
- сельское хозяйство — 1,9 %
- промышленность — 13,5 %
- строительство — 13,5 %
- торговля, транспорт и сфера услуг — 34,3 %
- государственные и муниципальные службы — 36,8 %

Уровень безработицы (2011) — 11,8 % (Франция в целом — 12,8 %, департамент Нор — 16,3 %). 

Среднегодовой доход на 1 человека, евро (2011) — 34 094 (Франция в целом — 25 140, департамент Нор — 22 405).

## Демография
Динамика численности населения, чел.